# ستار سعیدی
ستار سعیدی (زادهٔ ۱۳۵۴) روزنامه‌نگار افغانستانی سردبیر پیشین نشریه آوای نو افغانستان، و در حال حاضر یکی از مجریان تلویزیون فارسی بی‌بی‌سی است.

## زندگی‌نامه
ستار سعیدی در سال ۱۳۵۴ خورشیدی در شهر هرات افغانستان متولد شد و در شهر مشهد ایران رشد یافت. او از سال ۱۳۷۷ خورشیدی در مشهد در برخی نشریات ایرانی و نشریات مهاجرین افغانستانی فعالیت داشت. در سال ۱۳۸۱ او به هرات رفت و به عنوان سردبیر با نشریه آوای نو همکاری داشت. پس از مدتی به عنوان خبرنگار بی‌بی‌سی نخست در کابل و سپس در لندن مشغول به کار شد اما تا پیش از آغاز به کارِ تلویزیون فارسی بی‌بی‌سی، بیشتر در وبسایت خبری بی‌بی‌سی فارسی فعالیت داشت. با افتتاح تلویزیون فارسی بی‌بی‌سی او به همراه سیاوش اردلان و پونه قدوسی از مجریان برنامه نوبت شما بود. ستار سعیدی هم‌اکنون از تهیه‌کنندگان و مجریان برنامه هشتگ شما است.